# Stéphan Grégoire
Stéphan Grégoire (ur. 14 maja 1969 roku w Neufchâteau) – francuski kierowca wyścigowy.

## Kariera
Grégoire rozpoczął karierę w międzynarodowych wyścigach samochodowych w 1988 roku od startów w Porsche 944 Turbo Cup France oraz we Francuskiej Formule Ford 1600. W Porsche 944 Turbo Cup został sklasyfikowany na dziewiątej pozycji w klasyfikacji generalnej. W późniejszych latach Francuz pojawiał się także w stawce Francuskiej Formuły Renault, Francuskiej Formuły 3, World Cup Formula 3000 - Moosehead GP, Champ Car, Brytyjskiej Formuły 2, IMSA World Sports Car Championship, Indy Racing League, American Le Mans Series, 24-godzinnego wyścigu Le Mans oraz Le Mans Series.

## Wyniki w 24h Le Mans
| Rok  | Zespół                | Partnerzy                        | Samochód                | Klasa  | Okr. | Poz. | Klasa Pos. |
| ---- | --------------------- | -------------------------------- | ----------------------- | ------ | ---- | ---- | ---------- |
| 2003 | Courage Compétition   | Jonathan Cochet Jean-Marc Gounon | Courage C60-Judd        | LMP900 | 360  | 7    | 5          |
| 2008 | Rollcentre Racing     | João Barbosa Vanina Ickx         | Pescarolo 01-Judd       | LMP1   | 352  | 11   | 10         |
| 2009 | Luc Alphand Aventures | Luc Alphand Patrice Goueslard    | Chevrolet Corvette C6.R | GT1    | 99   | NU   | NU         |
| 2010 | Luc Alphand Aventures | Jérôme Policand David Hart       | Chevrolet Corvette C6.R | GT1    | 327  | 15   | 2          |